# Kendal Town FC
Kendal Town FC (celým názvem: Kendal Town Football Club) je anglický fotbalový klub, který sídlí ve městě Kendal v nemetropolitním hrabství Cumbria. Založen byl v roce 1919 pod názvem Netherfield AFC. Od sezóny 2018/19 hraje v Northern Premier League Division One West (8. nejvyšší soutěž). Klubové barvy jsou černá, bílá a červená.
Své domácí zápasy odehrává na stadionu Parkside Road s kapacitou 2 400 diváků.

## Historické názvy
Zdroj: 
- 1919 – Netherfield AFC (Netherfield Association Football Club)
- 1998 – Netherfield Kendal FC (Netherfield Kendal Football Club)
- 2000 – Kendal Town FC (Kendal Town Football Club)

## Úspěchy v domácích pohárech
Zdroj: 
- FA Cup
  - 2. kolo: 1949/50, 1963/64
- FA Trophy
  - 2. kolo: 1980/81, 1998/99, 2001/02, 2004/05
- FA Vase
  - 3. kolo: 1989/90

## Umístění v jednotlivých sezonách
Stručný přehled
Zdroj: 
- 1945–1947: Lancashire Combination
- 1947–1968: Lancashire Combination (Division One)
- 1968–1983: Northern Premier League
- 1983–1987: North West Counties League (Division One)
- 1987–2006: Northern Premier League (Division One)
- 2006–2013: Northern Premier League (Premier Division)
- 2013–2018: Northern Premier League (Division One North)
- 2018– : Northern Premier League (Division One West)

Jednotlivé ročníky
Zdroj: 
Legenda: Z - zápasy, V - výhry, R - remízy, P - porážky, VG - vstřelené góly, OG - obdržené góly, +/- - rozdíl skóre, B - body, červené podbarvení - sestup, zelené podbarvení - postup, fialové podbarvení - reorganizace, změna skupiny či soutěže
| Sezóny  | Liga                                         | Úroveň | Z  | V  | R  | P  | VG | OG  | +/- | B  | Pozice |
| ------- | -------------------------------------------- | ------ | -- | -- | -- | -- | -- | --- | --- | -- | ------ |
| 2009/10 | Northern Premier League (Premier Division)   | 7      | 38 | 21 | 8  | 9  | 75 | 47  | +28 | 71 | 5.     |
| 2010/11 | Northern Premier League (Premier Division)   | 7      | 42 | 21 | 5  | 16 | 80 | 77  | +3  | 68 | 8.     |
| 2011/12 | Northern Premier League (Premier Division)   | 7      | 42 | 15 | 8  | 19 | 78 | 83  | -5  | 53 | 11.    |
| 2012/13 | Northern Premier League (Premier Division)   | 7      | 42 | 9  | 6  | 27 | 65 | 112 | -47 | 33 | 21.    |
| 2013/14 | Northern Premier League (Division One North) | 8      | 42 | 17 | 5  | 20 | 83 | 84  | -1  | 56 | 10.    |
| 2014/15 | Northern Premier League (Division One North) | 8      | 42 | 12 | 10 | 20 | 81 | 92  | -11 | 46 | 16.    |
| 2015/16 | Northern Premier League (Division One North) | 8      | 42 | 14 | 10 | 18 | 62 | 80  | -18 | 52 | 15.    |
| 2016/17 | Northern Premier League (Division One North) | 8      | 42 | 14 | 12 | 16 | 61 | 62  | -1  | 54 | 12.    |
| 2017/18 | Northern Premier League (Division One North) | 8      | 42 | 13 | 6  | 23 | 61 | 89  | -28 | 45 | 18.    |
| 2018/19 | Northern Premier League (Division One West)  | 8      | 38 |    |    |    |    |     |     |    |        |